# Czystek

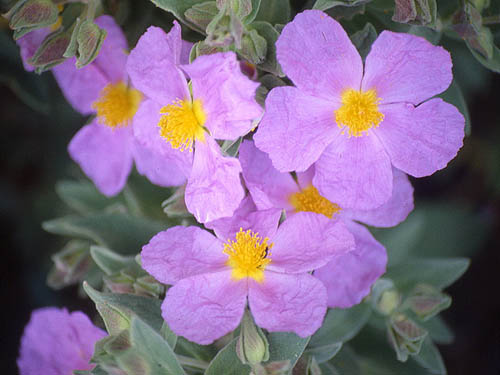
Cistus albidus

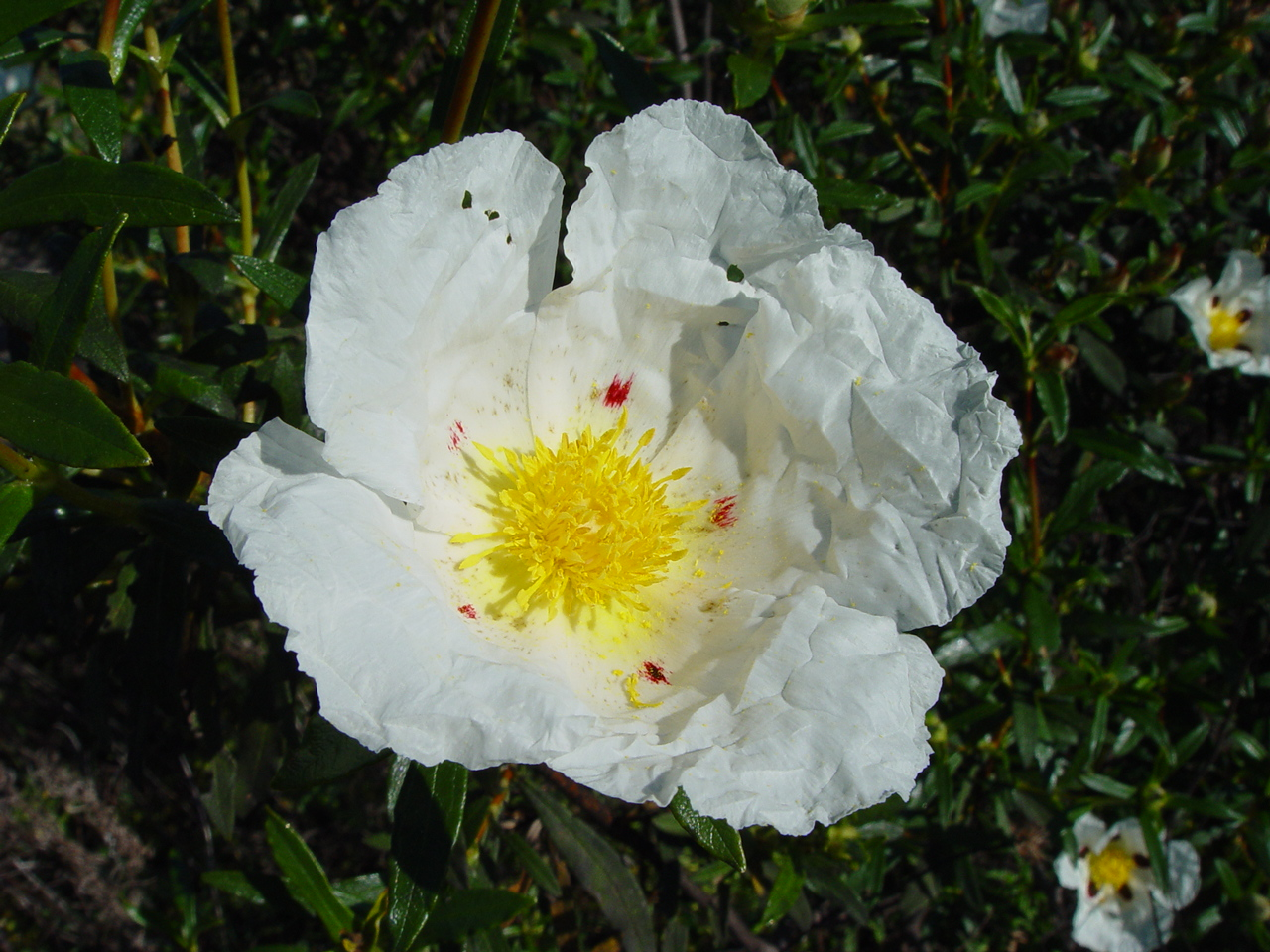
czystek żywicowy (Cistus ladanifer)

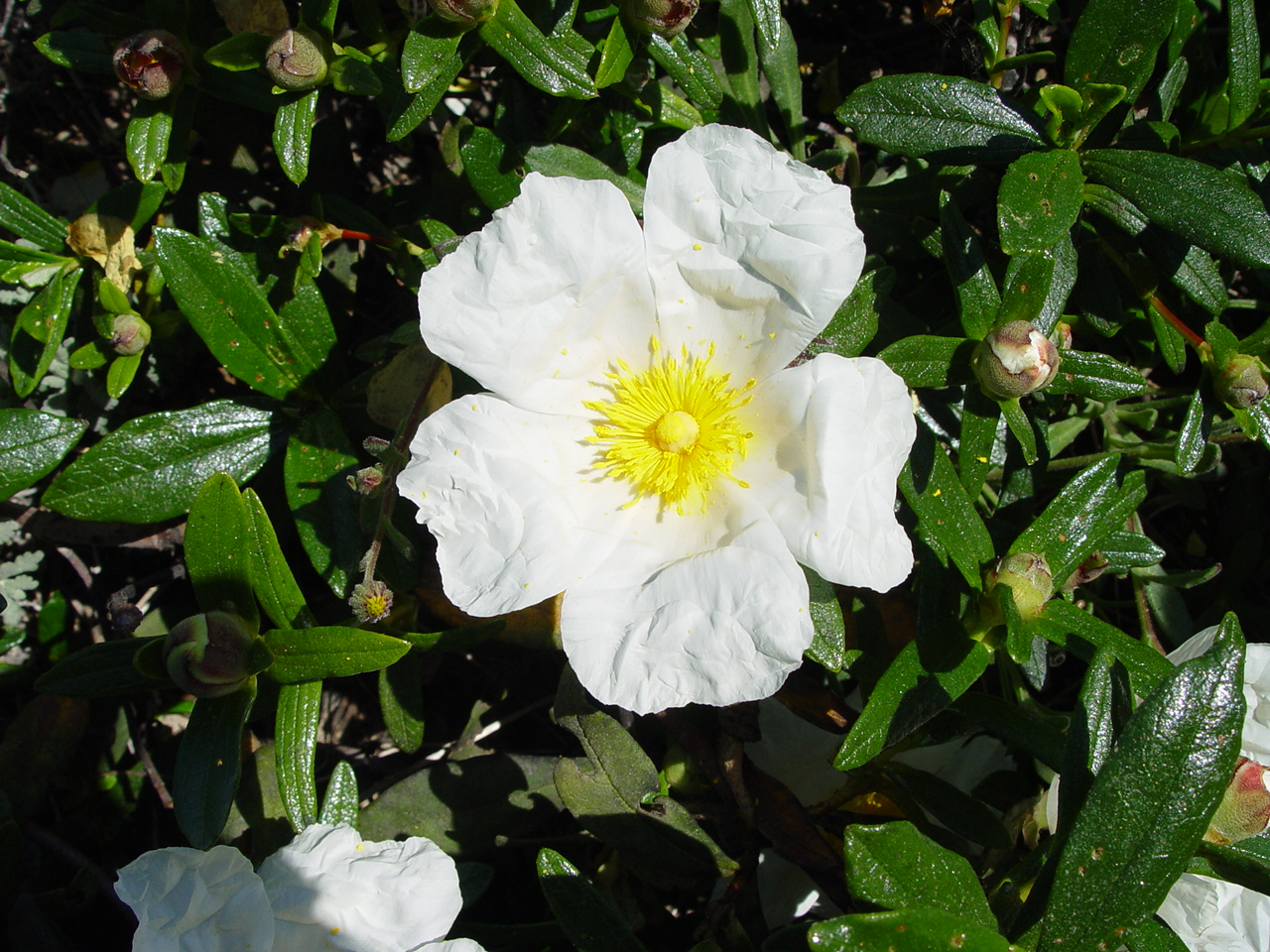
Cistus palinhae

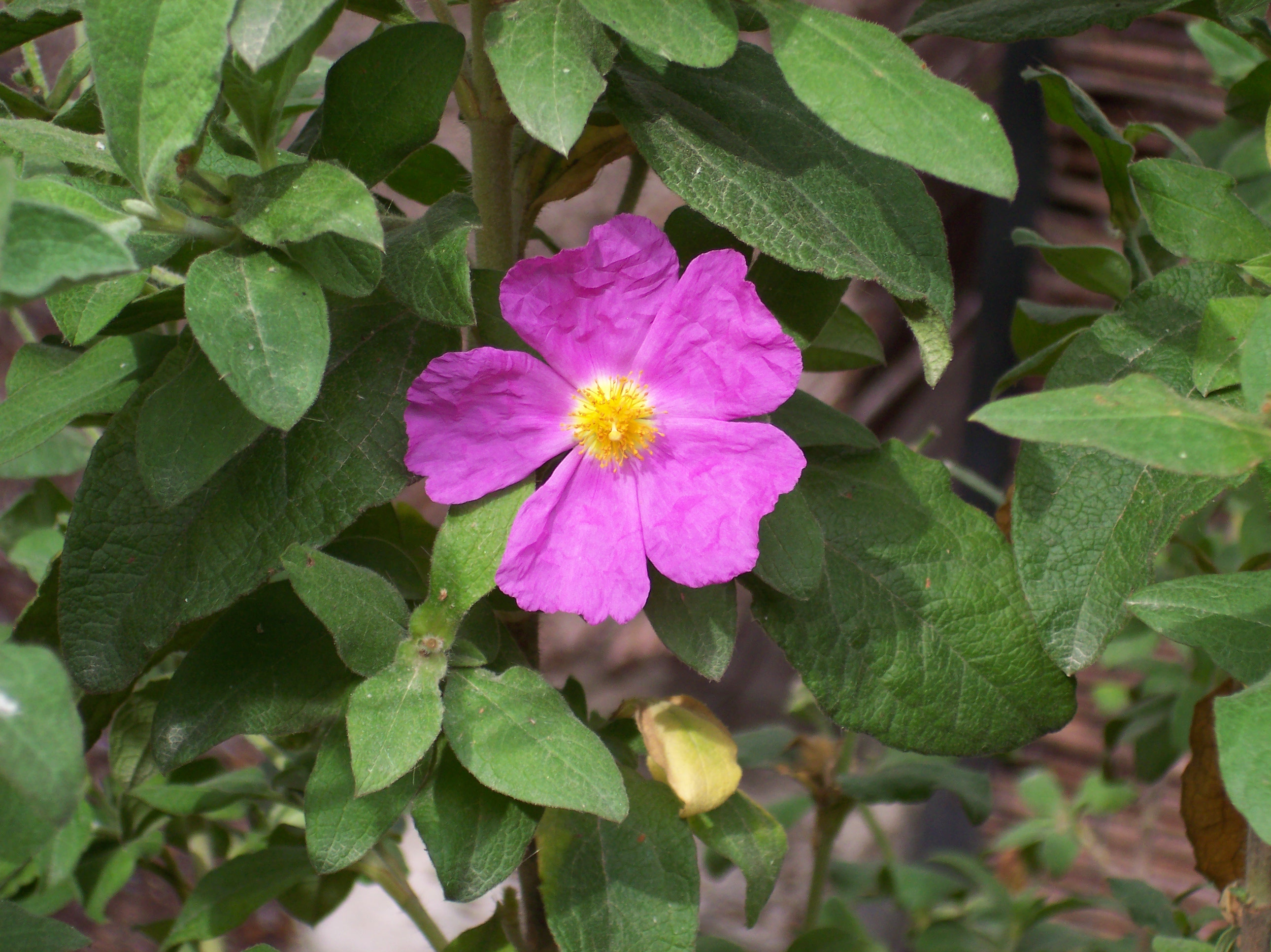
Cistus symphythifolius

Czystek (Cistus L.) – rodzaj krzewów należący do rodziny czystkowatych (posłonkowatych). Obejmuje 29–36 gatunków i liczne mieszańce międzygatunkowe. Większość z nich rośnie w basenie Morza Śródziemnego, zwłaszcza w jego części zachodniej, przy czym cały zasięg rodzaju obejmuje obszar od Wysp Kanaryjskich po Iran. Czystki stanowią ważny składnik formacji zaroślowych i widnych lasów. W Polsce rosną tylko w uprawie.
Wykorzystywane są jako rośliny ozdobne, lecznicze, kosmetyczne i źródło żywicy ladanum.

## Morfologia
PokrójZimozielone lub półzimozielone krzewy lub półkrzewy, zwykle o wyprostowanym pokroju, niskie, o wysokości do 60–100 cm, rzadko do 4 m. Pędy zwykle gruczołowato lepkie i aromatyczne. W kątach liści wyrastają często krótkotrwałe krótkopędy z mniejszymi liśćmi.
LiścieNakrzyżległe i zwykle całobrzegie, owłosione, równowąskie do jajowatych.
KwiatyZwykle skupione na końcach pędów w rozgałęziających się kwiatostanach, ale w kolejne dni zwykle kwiaty rozwijają się w nich pojedynczo. Kielich składa się z dwóch okółków – dwie zewnętrzne działki są mniejsze od pojedynczej lub trzech działek wewnętrznych. Korona spodeczkowata, o 5 płatkach w kolorze od białego przez różowy po purpurowy wielkości od 2,5 do 10 cm. U podstawy każdego płatka często znajduje się czerwona lub purpurowa plama. Cienkie, papierzaste płatki otwierają się rano, a odpadają przed zapadnięciem zmroku. W okresie kwitnienia regularnie rozwijają się nowe pąki. Pręciki są liczne. Słupek z krótką szyjką i główkowatym znamieniem.
OwoceTorebki pękające na 5 lub 10 części, zawierających liczne nasiona.
Rodzaje podobneRośliny tego rodzaju mylone są z posłonkiem (Helianthemum), który ma torebki otwierające się trzema klapami i są to rośliny mniejsze – byliny lub półkrzewy.

## Biologia i ekologia
Są to krzewy raczej krótkowieczne i po pożarach zwykle zamierające – nie odbijają z szyi korzeniowej. W dodatku żywiczne pędy łatwo się palą. Rośliny korzystają z pożarów ponieważ eliminują one większe i bardziej konkurencyjne krzewy. Czystki po pożarach odnawiają się szybko z bardzo licznie wytwarzanych nasion. Ich kwiaty zapylane są przez owady, zwykle pszczoły.
Czystki są istotnym składnikiem garigu, frygany i makii oraz świetlistych lasów sosnowych i dębowych. Często rosną na terenach skalistych.

## Systematyka
Pozycja systematyczna
Rodzaj z rodziny czystkowatych Cistaceae z rzędu ślazowców. Jest blisko spokrewniony z Halimium (9 gatunków o mniejszych, białych lub żółtych kwiatach skupionych w luźniejszych kwiatostanach oraz trójklapowych torebkach), z którymi to roślinami czystki tworzą mieszańce ×Halimiocistus. W niektórych ujęciach rodzaj Halimium włączany jest do czystka Cistus.
Wykaz gatunków
- Cistus × aguilari O.E.Warb.
- Cistus × akamantis Demoly (= C. monspeliensis × C. parviflorus × C. salviifolius)
- Cistus × albereensis Gaut. ex Rouy & Fouc.
- Cistus albidus L. – czystek biały
- Cistus × argenteus Dans. (= C. albidus × C. creticus × C. laurifolius)
- Cistus asper Demoly & R.Mesa
- Cistus atlanticus (Humbert & Maire) Demoly
- Cistus atriplicifolius Lam.
- Cistus × banaresii Demoly (= C. palmensis × C. symphytifolius)
- Cistus × bornetianus Demoly (= C. albidus × C. laurifolius)
- Cistus calycinus L.
- Cistus × canescens Sweet (= C. albidus × C. creticus)
- Cistus × cebennensis Aubin & J.Prudhomme (= C. pouzolzii × C. salviifolius)
- Cistus × cheiranthoides Lam.
- Cistus chinamadensis Bañares & P.Romero
- Cistus × clausonii Font Quer & Maire (= C. albidus × C. heterophyllus)
- Cistus clusii Dunal
- Cistus × chnoodophyllus Demoly (= C. chinamadensis × C. symphyitifolius)
- Cistus × conradiae Demoly (= C. creticus × C. monspeliensis)
- Cistus creticus L. – czystek kreteński
- Cistus × crispatus Dans. (= C. creticus × C. crispus)
- Cistus crispus L. – czystek kędzierzawy
- Cistus × crumleyae Demoly (= C. creticus × C. ocreatus)
- Cistus × curvativus Demoly (= C. heterophyllus × C. ladanifer)
- Cistus × cymosus Dunal (= C. creticus × C. parviflorus)
- Cistus × cyprius Lam.
- Cistus × dansereaui P.Silva (= C. inflatus × C. ladanifer)
- Cistus × escartianus Demoly
- Cistus × florentinus Lam.
- Cistus formosus Curtis
- Cistus grancanariae Marrero Rodr., R.S.Almeida & C.Ríos
- Cistus halimifolius L.
- Cistus heterophyllus Desf. – czystek różnokształtny
- Cistus horrens Demoly
- Cistus × hybridus Pourr.
- Cistus × incanus L. – czystek szary[10]
- Cistus inflatus Pourr. ex J.-P.Demoly
- Cistus × ingwersenii Demoly
- Cistus ladanifer L. – czystek żywicowy[10], cz. ladanowy
- Cistus lasianthus Lam.
- Cistus lasiocalycinus (Boiss. & Reut.) Byng & Christenh.
- Cistus laurifolius L. – czystek wawrzynolistny[11]
- Cistus × laxus Aiton
- Cistus × ledon Lam.
- Cistus libanotis L.
- Cistus macrocalycinus (Pau) Byng & Christenh.
- Cistus × matritensis Carazo Roman & Jiménez Alb.
- Cistus monspeliensis L. – czystek monpelijski
- Cistus munbyi Pomel
- Cistus × nigricans Pourr.
- Cistus × novus Rouy,Foucaud&Gaut
- Cistus × obtusifolius Sweet
- Cistus ocreatus C.Sm. ex Buch
- Cistus ocymoides Lam.
- Cistus osbeckiifolius Webb ex Christ
- Cistus palhinhae N.D.Ingram
- Cistus palmensis Bañares & Demoly
- Cistus parviflorus Lam.
- Cistus × pauranthus Demoly
- Cistus × platysepalus Sweet
- Cistus populifolius L.
- Cistus × pourretii Rouy & Foucaud
- Cistus pouzolzii Delile ex Gren. & Godr.
- Cistus salviifolius L. – czystek szałwiolistny
- Cistus × santae (Sauvage) Demoly
- Cistus sintenisii Litard.
- Cistus × skanbergii Lojac.
- Cistus × stenophyllus Link
- Cistus symphytifolius Lam.
- Cistus tauricus C.Presl
- Cistus × timbalii Demoly
- Cistus umbellatus L.
- Cistus × verguinii Coste
- Cistus × vinyalsii Sennen

## Zastosowanie
Czystki są popularnie uprawiane jako rośliny ozdobne, cenione ze względu na efektowne kwiaty i długotrwałe kwitnienie, sukcesywnie rozwijanych kolejnych kwiatów. Szczególnie długi okres kwitnienia mają zwykle sterylne mieszańce. Ze względu na duże wymagania termiczne, poza klimatem ciepłym rośliny mogą być uprawiane tylko w bardzo ciepłych, suchych i nasłonecznionych miejscach, przy czym źle znoszą mrozy. W warunkach Polski zalecane są do upraw w zimnych szklarniach (przy czym źle znoszą przesadzanie).
Niektóre gatunki mają własności lecznicze. W ziołolecznictwie liść czystka jest źródłem naturalnych antyutleniaczy. Przeprowadzone badania na ten temat potwierdzają zasadność wykorzystania czystka w produktach ziołowych. W kosmetologii czystek wykazuje działanie antyseptyczne, ściągające, przeciwzmarszczkowe, ujędrniające, napinające skórę, ułatwia usuwanie świeżych blizn.
Z niektórych gatunków (głównie czystka kreteńskiego i żywicowego) wytwarza się żywicę ladanum.